# Fausto Cardoso

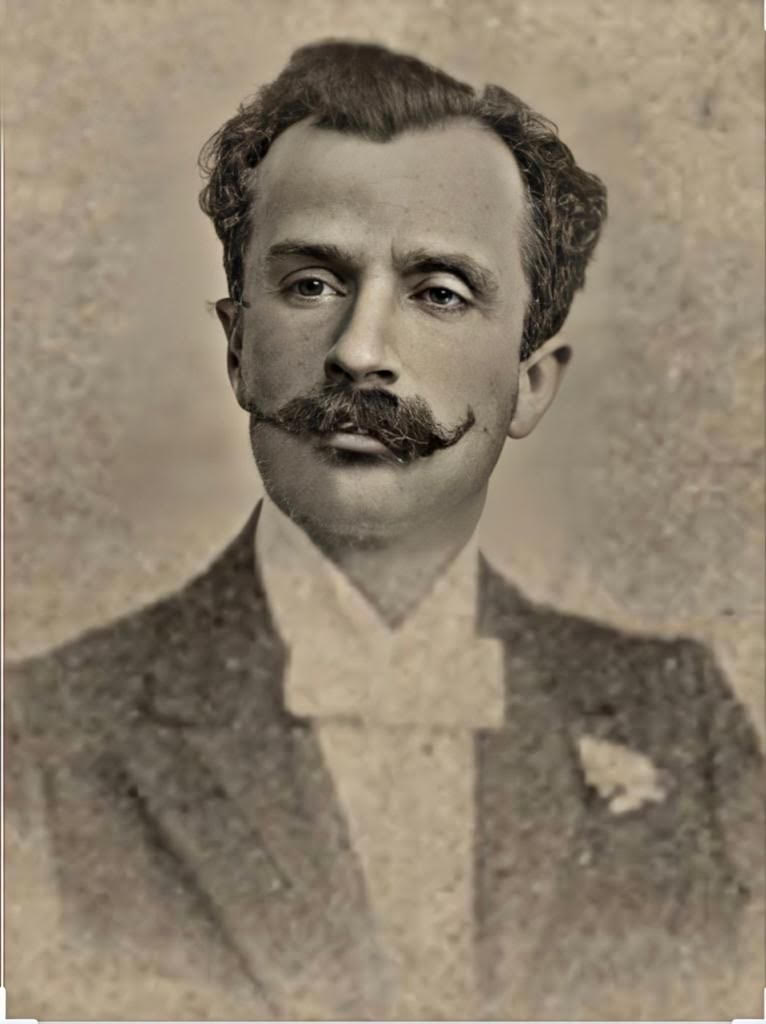

Fausto de Aguiar Cardoso (Divina Pastora, 22 de dezembro de 1862 - Aracaju, 28 de agosto de 1906) foi um advogado, poeta, filósofo e político brasileiro. 
Nasceu no Engenho São Félix. Filho de Félix Zeferino Cardoso e de Maria do Patrocínio de Aguiar Botto.  Estudou as primeiras letras em Divina Pastora, sua cidade natal, e depois em Maruim, Capela, Aracaju. Cursou o Secundário em Salvador, na Bahia.  Bacharelou-se, em 1884, pela Faculdade de Direito do Recife. Recém-formado,  foi  nomeado  Promotor  de  Capela  e  em  seguida  atuou  em  Gararu, Riachuelo e Laranjeiras, onde permaneceu aproximadamente por três anos, de 1887 a   1890. Em  Laranjeiras,   participou  ativamente  da  fundação  do  Clube  Republicano  e  da  redação  do  jornal  local  dedicado   à   propaganda   republicana   e   que   contava,   também,   com   a   colaboração   redatorial de Felisbelo Freire e de Sílvio Romero. Em 1890, foi destituído do cargo de Promotor pelo próprio Partido Republicano, que ajudou a formar. Entrou em atrito com Felisbelo Freire.  Decepcionado com o acontecido, decide mudar-se para o Rio de Janeiro, ocasião em que advogou e lecionou. Foi professor  de  História  Universal,  Lente  de  História  da  Escola  Normal  e  Diretor  do  Pedagogium.  Foi  também  Professor  de  Belas  Artes,  da  Escola  de  Belas  Artes, bem como Professor  de  Filosofia  do  Direito na Faculdade Livre de Direito.  No Rio de Janeiro, exerceu  cargos  importantes  como  Delegado  Auxiliar,  Secretário  Geral  da  Prefeitura  do  Distrito  Federal,  no  Governo  do  Marechal Floriano  Peixoto e Redator de Debates da Câmara Federal. Sua banca de advogado foi das mais concorridas na última década do século XIX e até 1906.  
O Poeta teve muitos dos seus poemas publicados pelos jornais e revistas do País,  destacando-se  os  versos  de  Taças  e  de  Amor,  dois  dos  seus  mais  conhecidos  sonetos. Escritor, deixou nas páginas dos jornais e das revistas diversos ensaios sobre a ciência da história, direito, filosofia. Como filósofo publicou: Cosmogonia Política e Americana, 1892; Ensaios de Filosofia do Direito, 1895; Lei  Fundamental  da  História,  1895,  original  destruído  em  incêndio  da  Imprensa Nacional, em 1911; Cultura e Civilização, 1895; Concepção Monística do Universo, 1894; Taxionomia Social, 1898; Lei e Arbítrio, 1902;   
Escreveu para jornais em Recife e integrou o Movimento de Renovação do Pensamento Nacional. que aderiu ao movimento republicano, sendo eleito deputado federal em duas legislaturas e fundou o Partido Progressista.  
Foi duas vezes Deputado Federal, uma entre 1900 e 1902 e outra em 1906, que deveria ter concluído o mandato em 1908. Revolucionário,  atrita-se  mais  profundamente  com  o  grupo  político  do  Monsenhor  Olímpio  Campos,  funda  o  Partido  Progressista  e  lidera  em  julho  de  1906,  um  movimento  revolucionário,  formado  por  adeptos  de  várias  partes  de  Sergipe,  depondo  o  presidente  do  Estado,  desembargador  Guilherme  de  Campos,  irmão  do  senador  Olímpio  Campos,  que  renuncia  em  10  de  agosto.  A  revolução  de  Fausto  Cardoso,  que  ficou  conhecida  como  "A  Tragédia  de  Sergipe",  levou  ao  Poder,  na  qualidade  de  Presidente  Provisório,  o  desembargador  João  Maria  Loureiro  Tavares.  Tropas legalistas, mandadas a Sergipe pelo Governo Federal, venceram as resistências e terminaram  por  matar,  com  tiros  de  fuzil  e  de  espingarda,  Fausto  Cardoso,  então  cumprindo mandato de Deputado Federal. Antes  de  morrer,  com  sede,  pediu  água  numa  casa  da  Praça  do  Palácio,  também  conhecida  como  Praça  da  República,  esquina  com  a  Rua  de Pacatuba,  teria  dito: "Bebo a alma de Sergipe. Morro, mas a vitória é nossa sergipanos”. 
Fausto foi assassinado no Palácio do Governo, em Aracaju, durante o movimento de 1906. 
Mas tarde, seus filhos vingaram a sua morte, assassinando no Rio de Janeiro o Monsenhor Olímpio Campos, no episódio conhecido como "A Tragédia de Sergipe".
A  Praça,  ponto  de  convergência  dos  movimentos  sociais  sergipanos,  passou  a  ter  o  nome  de  Fausto  Cardoso  e  no  dia  8  de  setembro  de  1912,  foi  inaugurado  pelo  presidente  do  Estado  general José de Siqueira Menezes, o Monumento no centro da Praça, feito pelo escultor Lourenço Petruci, sendo orador o jurista Gumercindo Bessa.